# Maščobna celica
Maščobne celice ali adipociti so celice, ki gradijo maščevje in so specializirane za skladiščenje energije v obliki maščobe.
Obstajata dve vrsti maščobnega tkiva: belo in rjavo maščevje; tako ločimo tudi bele in rjave maščobne celice.

## Bele maščobne celice
Bela maščobna celica vsebuje veliko maščobno kapljico, obdano s plastjo citoplazme. Jedro je sploščeno in se nahaja na obrobju. Tipična maščobna celica meri v premeru 0,1 mm; nekatere so tudi dvakrat večje, nekatere do dvakrat manjše. Uskladiščena maščoba je v poltekočem stanju in je sestavljena zlasti iz trigliceridov in holesterolnih estrov. Bele maščobne celice izločajo rezistin, adiponektin in leptin. Povprečna odrasla oseba ima v telesu 30 milijard maščobnih celic, ki tehtajo okoli 13,5 kg. Če odrasla oseba pridobiva na telesni teži, se maščobne celice povečajo do štirikrat, šele nato se začnejo deliti.

## Rjave maščobne celice
Rjave maščobne celice so mnogokotne oblike. Za razliko od belih maščobnih celic imajo znatno citoplazmo, v kateri se nahajajo majhne kapljice maščobe. Jedro je okroglasto in ne leži na obrobju, ni pa tudi v središču. Rjava obarvanost je posledica velikega števila mitohondrijev. Rjavo maščevje (imenovano tudi otroško maščevje) proizvaja toploto.